# Portugalscy posłowie do Parlamentu Europejskiego 2009–2014
Portugalscy posłowie VII kadencji do Parlamentu Europejskiego zostali wybrani w wyborach przeprowadzonych 7 czerwca 2009.

## Lista posłów
Wybrani z listy Partii Socjaldemokratycznej
- Regina Bastos
- Maria do Céu Patrão
- Carlos Coelho
- Joaquim Biancard Cruz, poseł do PE od 1 maja 2014
- Mário David
- José Manuel Fernandes
- Paulo Rangel
- Nuno Teixeira

Wybrani z listy Partii Socjalistycznej
- Luís Paulo Alves
- Luís Capoulas Santos
- António Correia de Campos
- Edite Estrela
- Elisa Ferreira
- Ana Gomes
- Vital Moreira

Wybrani z listy Bloku Lewicy
- Marisa Matias
- Alda Sousa, poseł do PE od 9 maja 2012
- Rui Tavares

Wybrani z listy Unitarnej Koalicji Demokratycznej
- João Manuel Ferreira
- Inês Zuber, poseł do PE od 18 stycznia 2012

Wybrani z listy CDS–Partii Ludowej
- Diogo Feio
- Nuno Melo

Byli posłowie VII kadencji do PE
- Graça Carvalho (wybrana z listy PSD), do 30 kwietnia 2014
- Ilda Figueiredo (wybrana z listy Unitarnej Koalicji Demokratycznej), do 17 stycznia 2012
- Miguel Portas (wybrany z listy Bloku Lewicy), do 24 kwietnia 2012, zgon